# Klaus Conrad
Klaus Conrad (19. června 1905 Liberec – 5. května 1961 Göttingen) byl německý neurolog a psychiatr, který přispěl k rozvoji neuropsychologie a psychopatologie. V roce 1940 vstoupil do nacistické strany (NSDAP). Byl velmi dobře známý jako profesor psychiatrie a neurologie, a byl ředitelem psychiatrické léčebny univerzity v Göttingenu od roku 1958 až do své smrti.

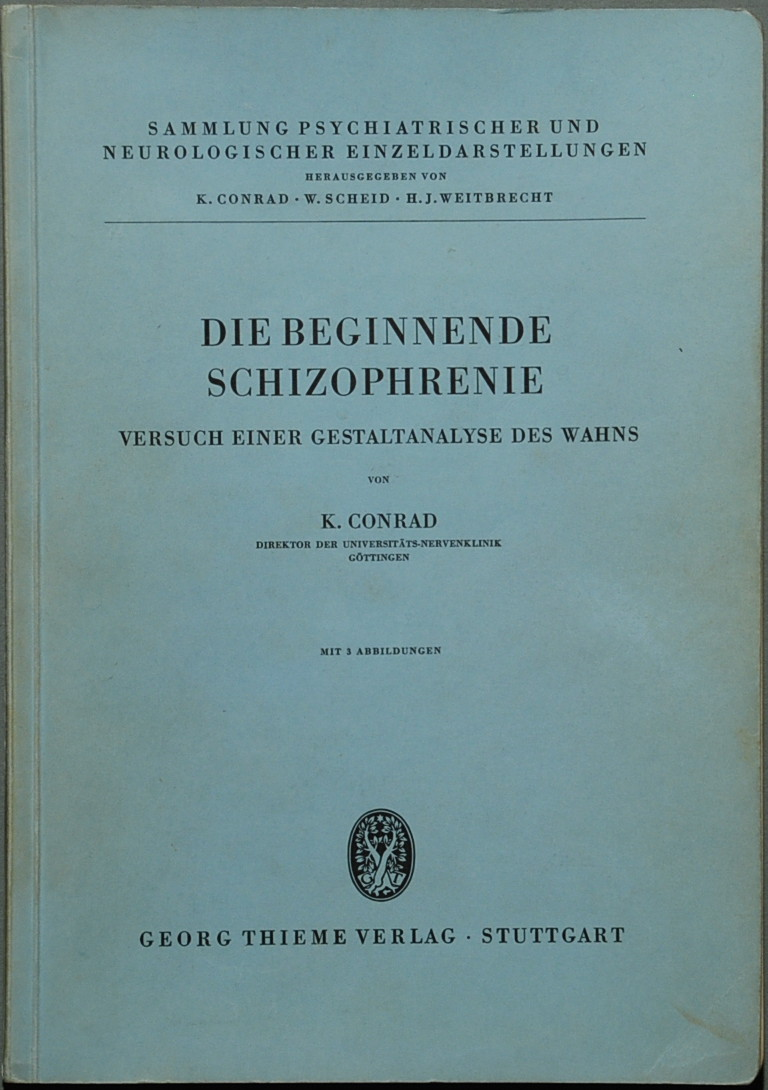
Titulní list Conradova díla: Die beginnende Schizophrenie. Versuch einer Gestaltanalyse des Wahns

## Dílo
Jeho hlavní práce z roku 1958: Počínající schizofrenie. Pokus o analýzu výrazu šílenství (Die beginnende Schizophrenie. Versuch einer Gestaltanalyse des Wahns) popisuje počáteční stav schizofrenie a typické schizofrenní projevy. Z této monografii se objevují nové pojmy jako: něm.: Trema, Apophänie (apofenie) a Überstieg.